# Platyplectrus chlorocephalus
Platyplectrus chlorocephalus är en stekelart som först beskrevs av Christian Gottfried Daniel Nees von Esenbeck 1834.  Platyplectrus chlorocephalus ingår i släktet Platyplectrus och familjen finglanssteklar. Inga underarter finns listade i Catalogue of Life.